# PR-577
A Rodovia PR-577 é uma estrada pertencente ao governo do Paraná, que faz a ligação entre a BR-376 (na altura da cidade de Nova Londrina) e Porto São José, às margens do Rio Paraná, na divisa com o Estado de Mato Grosso do Sul.

## Denominação
- Rodovia do Café Governador Ney Braga, em toda a sua extensão, de acordo com a Lei Estadual 13.390 de 21/12/2001.[1]

## Trechos da Rodovia
A rodovia possui uma extensão total de aproximadamente 19,3 km em seu único trecho, conforme listado a seguir:
| Início do Trecho                     | Final do Trecho             | Extensão | Situação    |
| ------------------------------------ | --------------------------- | -------- | ----------- |
| Entroncamento BR-376 (Nova Londrina) | Porto São José (Rio Paraná) | 19,3 km  | Pavimentado |

Extensão pavimentada: 19,3 km (100,00%)